# Kenneth L. Pike

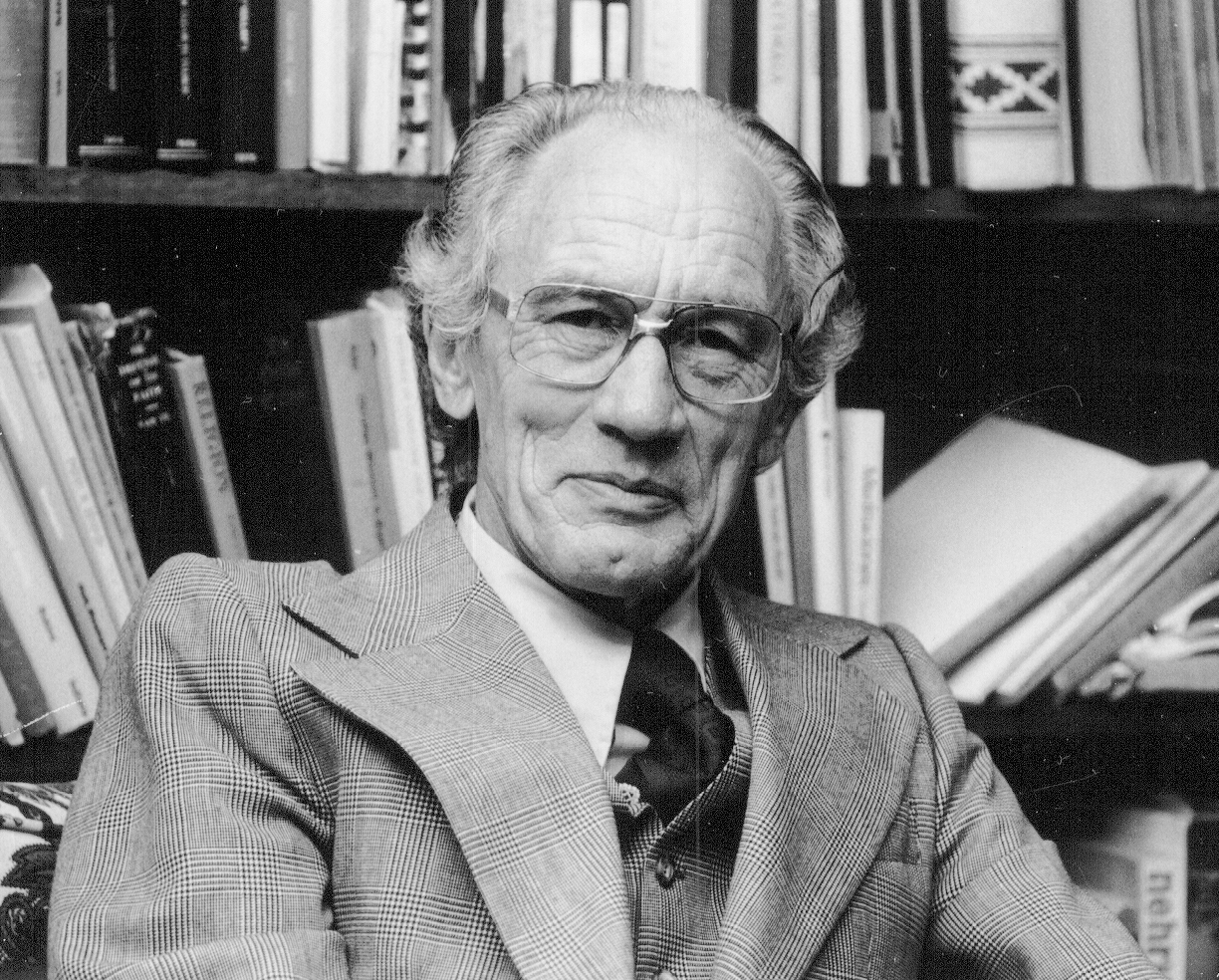
Kenneth Lee Pike

Kenneth Lee Pike (9 de junho de 1912 – 31 de dezembro de 2000), também conhecido como Ken Pike, foi um linguista e antropólogo americano. Ele foi o criador da teoria das tagmêmicas e cunhou os termos "emic" e "etic".

## Biografia
Nasceu em Woodstock, Connecticut, e estudou teologia no Gordon College, obtendo graduação em 1933. Inicialmente, Pike queria servir de missionário na China, sendo lhe negado o pedido, foi estudar idiomas ameríndios no Summer Institute of Linguistics (que no Brasil, depois de um tempo, ganhou o nome de Sociedade Internacional de Linguística), na Universidade de Oklahoma, em 1935, onde aprendeu o idioma mixteca com falantes nativos no México.
Em 1937 foi para a Universidade de Michigan, onde trabalhou em seu doutorado em linguística, sob a tutela de Edward Sapir. Sua pesquisa envolveu a convivência com o povo mixteca e, em parceria com sua esposa Evelyn, desenvolveu um sistema de escrita para o idioma mixteca. Depois de ganhar seu Ph. D. em 1942, Pike se tornou presidente do Sociedade Internacional de Linguística (SIL). A principal função do Instituto foi produzir traduções da Bíblia em idiomas sem representação escrita, e em 1951 Pike publicou o Novo Testamento em mixteca. Ele foi presidente do SIL Internacional entre 1942 e 1979.
Paralelamente ao seu cargo no SIL Internacional, Pike trabalhou 30 anos na Universidade de Michigan, durante esse tempo serviu como presidente do departamento de linguística da universidade, professor de linguística, diretor do Instituto de Língua Inglesa (ele foi pioneiro no campo do aprendizado e ensino do Inglês como segunda língua) e mais tarde professor emérito da universidade.
Pike foi membro da Academia Nacional de Ciências dos Estados Unidos, da Sociedade de Linguística da América (LSA), da Associação Linguística do Canadá e dos Estados Unidos (LACUS), e da Associação Antropológica Americana. Foi presidente da LSA e da LACUS.

## Trabalho
Pike é melhor conhecido por sua dinstinção entre emic e etic. "Emic" (como em "phonemics" - fonologia) se refere aos conhecimentos subjetivos e de signifcado, considerando os sons da língua, enquanto "etic" (como em "phonetics" - fonética) se refere ao estudo objetivo desses sons. Pike argumenta que somente falantes nativos são conhecedores competentes de descrições "êmicas", são dessa forma cruciais em oferecer dados para pesquisas linguísticas, enquanto investigadores que não pertencem ao grupo linguístico aplicam métodos científicos na análise da língua, produzindo descrições "éticas", as quais são verificáveis e reproduzíveis. Pike iniciou sua carreira fora estudando línguas indígenas na Austrália, Bolívia, Equador, Gana, México, Nepal, Nova Guiné, Nigéria, Filipinas e Peru.
Pike desenvolveu sua teoria das tagnêmicas para servir de ajuda às análises dos idiomas da América Central e América do Sul, através da identificação (utilizando tanto elementos sintáticos como semânticos) sequências de elementos linguísticos capazes de reproduzir uma série de papéis diferentes.
A aproximação de Pike para o estudo da língua o pôs para fora do círculo do movimento generativo iniciado por Noam Chomsky, um linguista dominante, uma vez que Pike acreditava que a estrutura da língua deveria ser estudada no contexto, não apenas com simples sentenças, como é visto no título da sua magnum opus "Language in relation to a unified theory of the structure of human behavior" (1967).
Pike também desenvolveu a língua artificial Kalaba-X, para uso no ensino da teoria e prática da tradução.